# ホワイトウルフ
株式会社ホワイトウルフ（White Wolf Co.,Ltd.）は、日本の芸能プロダクション。神奈川県川崎市中原区市ノ坪に本社がある。代表取締役社長は前畑剛。

## 概要
音楽著作権協会(JASRAC)に登録するプロダクション。
2007年4月、業界の商業主義的なやり方や閉鎖的なビジネス環境に矛盾を感じていた前畑社長が当時所属していた事務所より独立し立ち上げる。。
アーティストの発掘・育成・マネージメントからCD制作、流通、配信、出版、プロモーションまでを一貫して行うシステムを自社で構築し、日本だけでなく海外に視野を向けた音楽事業を展開。海外のプロデューサー陣と共に日本から海外へのアーティスト輩出や海外アーティストの日本デビューに力を注ぐ。
「White Wolf Recoerds」として所属アーティストを中心にCDリリースや音楽配信などを行う他、2010年より国内工場でのCDプレス専門店「CDプレスJAPAN」を立ち上げ、他の提携プロダクションのアーティストや一般のインディーズアーティストのCD制作業務も請け負うようになる。
2011年にはオーストラリアのレコード会社「Sugar Filly Records」と業務提携し、海外の女性アーティストを集めたコンピレーションアルバム「Girls Party」を制作。同アルバムにはLA Music Awardsで最優秀女性ボーカリスト賞を受賞した実力派シンガー「AURA」をはじめ多数の実力派アーティストが参加、また同アルバムに参加する日本代表ディーバのオーディションを開催したところ全国から200名以上の応募が集まった。
2011年10月、音楽を通じて地域活性化へ貢献するべく、地元川崎でご当地アイドル「川崎純情小町☆」を立ち上げ、既存事業と並行してプロジェクト運営を開始。
2012年4月、川崎純情小町☆が「平成24年度川崎市イメージアップ事業」に認定される。
2013年4月、川崎の魅力を仮想商店街「川崎純情商店街」で発信する地域連携事業が「平成25年度川崎市イメージアップ事業」に認定される。
2017年4月、全国地域活性化計画「純情小町☆プロジェクト」と題し、ご当地アイドル「川崎純情小町☆」のフランチャイズ化を発表。
2019年4月、横浜のご当地アイドル「横浜純情小町☆」が誕生。同年6月には純情小町☆GROUPとして初の海外遠征を敢行し大成功を収めた。
2019年7月、前畑社長が監修を務めるオーダースーツブランド「Big Sexy」が立ち上がる。
2019年10月、川崎市中原区に自社スタジオ「Studio Lotus」をオープン。

## 所属グループ
- 川崎純情小町☆
- 横浜純情小町☆
- 純情小町☆研究生
- Kiryu
- Kazha
- Claire
- DAda
- DKboy

## 所属タレント
- 服部星奈
- 鶴田ちなみ
- 伊藤歌音
- 蜂須賀ゆず
- 桜井杏菜

## 所属モデル
- CARA
- Ariel Lynn
- Lex-Ann
- Chika
- Tasha
- Mari

## 過去所属タレント
- 宝生麻佑
- 芹沢あかり
- 芹沢ゆかり
- 宮内桃子
- 立田美梨花
- 橋本朱理
- 長嶺あずさ
- 前田薫里
- 伊藤みのり
- 前田沙耶香
- 高橋杏実
- 伊東裕扶子
- 淺井雅
- 田中麗子
- 佐藤加奈子
- 青山路代
- 愛花